# Bombarda multipla
La bombarda multipla, anche conosciuta come  circumtronito o circumfolgore, è un'arma da fuoco inventata da Leonardo da Vinci e composta da una piattaforma circolare sulla quale sono posti una serie di cannoni. Il primo progetto dell'arma risale agli anni ottanta del Quattrocento.

## Storia
Una prima versione della bombarda compare, collocata su una nave da guerra, nel manoscritto B di Francia, risalente agli anni ottanta del XV secolo.
Ebbe però decisamente più fortuna l'immagine di un'altra bombarda simile, ma molto più definita, comparsa con una sua descrizione nel foglio 1ar del Codice Atlantico (1478-1518). Non è però del tutto chiaro il metodo di applicazione del progetto di Leonardo: storicamente si è ipotizzato che fosse destinata a una struttura civile terrestre, come, ad esempio, una torre. Tuttavia, la presenza di una probabile copertura e doppie linee, forse dei remi, spingono alcuni a ipotizzare che essa possa trattarsi in realtà di un'imbarcazione.

Leonardo promosse le sue bombarde e altri macchinari bellici al duca di Milano Ludovico il Moro. In una famosa lettera nella quale si presentava come come scienziato e artista, Leonardo scrisse:
Nel Museo nazionale della scienza e della tecnologia di Milano è presente un modello della bombarda leonardesca.